# Angelo Dessiglioli
Angelo Dessiglioli (San Bartolomeo del Cervo, 1817 – Savona, 3 febbraio 1894) è stato un organaro italiano, attivo per lo più in Liguria.

## Biografia
Intraprese un'attività indipendente nel 1842; successivamente si trasferì a Savona, forse dopo il terremoto del 1887 che colpì particolarmente Diano Marina e le sue adiacenze. Dopo la sua morte, l'attività fu proseguita dal figlio Giovanni Battista Dessiglioli e, dopo il 1909, dalla ditta Speràti di Savona (costruttrice però di soli pianoforti e non di organi a canne). Realizzò diversi strumenti per le chiese della Liguria.

## Opere
- 1892 - Chiesa di San Bernardo Abate nella frazione di San Bernardo di Stella (Savona), lavoro terminato dal figlio Giovanni Battista Dessiglioli coadiuvato da Lorenzo De Cia.
- 1882 - Chiesa dei Santi Antonio e Giuliano nella frazione di Vellego a Casanova Lerrone (Savona).
- Chiesa di Santa Maria Maddalena a Vessalico (Imperia).
- Chiesa dei Santi Pietro e Paolo nella frazione di Marmoreo a Casanova Lerrone (Savona).
- 1875 - Chiesa di Nostra Signora della Concordia ad Albissola Marina (Savona), rifacimento dell'organo di Filippo Piccaluga (1769).